# Крафт, Вальдемар
Вальдемар Эрих Крафт (нем. Waldemar Erich Kraft; 19 февраля 1898, Ярачево, округ Яроцин, провинция Познань, Германская империя — 12 июля 1977, Бонн, ФРГ) — западногерманский государственный деятель, федеральный министр по особым поручениям ФРГ (1953—1956).

## Биография
После окончания средней школы в Познани получил сельскохозяйственное образование.
С 1915 по 1920 гг. служил солдатом на фронтах Первой мировой войны, был тяжело ранен. К концу войны становится командиром роты.
С 1921 по 1939 гг. — директор «Главного союза немецких фермеров» в Познани, с 1925 г. одновременно являлся директором «Центрального немецкого Крестьянского союза в Польше». С 1939 по 1940 гг. занимал пост президента Крестьянской палаты Познани. С 1940 по 1945 гг. был управляющим директором «Имперской сельскохозяйственной ассоциации присоединенных восточных территорий» («Reichsland») в Берлине. С 1945 по 1947 гг. был интернирован в Шлезвиг-Гольштейн и жил до 1950 г. в качестве безработного в Ратценбурге.
С 1949 по 1951 гг. являлся спикером Землячества Силезии и был в числе подписантов Хартии немецких изгнанников с родины (1950). Позже он стал почетным председателем этого землячества.
Являлся членом НСДАП. В ноябре 1939 г. получил звание почетного гауптштурмфюрера СС.
В 1950 г. он был одним из основателей Союза изгнанных и бесправных, возглавляя его отделение в Шлезвиг-Гольштейн (1950—1951). В 1951 г. он был избран национальным председателем Союза, который с ноября 1952 г. получил название Общегерманского блока/Союза изгнанных и бесправных. После скандала на национальном съезде партии в сентябре 1954 г., связанным с неизбранием в состав руководящего органа его ближайшей союзницы и пресс-секретаря Союза графини Эвы Финк фон Финкенштейн, он не был переизбран на пост председателя, получи 90 из необходимых 131 голосов.
Входил в состав правительства земли Шлезвиг-Гольштейн. С 1950 по 1953 гг. являлся заместителем премьер-министра и министром финансов, а с октября 1951 г. — одновременно исполнял обязанности министра юстиции.
В 1953—1956 гг. — федеральный министр по особым поручениям ФРГ в кабинете Конрада Аденауэра. На этом посту отвечал за вопросы развития гидроэлектроэнергетики.
В июле 1955 г. политик присоединился к так называемой оппозиционной «K.O.-Gruppe», а в марте 1956 г. стал членом ХДС.
С 1950 по 1953 гг. силы был членом ландтага земли Шлезвиг-Гольштейн, где он представлял избирательный округ Лауенбург-Запад. С 1953 по 1961 гг. являлся депутатом федерального бундестага, с 1960 по 1961 гг. возглавлял парламентский комитет по компенсации ФРГ за ущерб, причинённый войной.

## Награды и звания
Большой крест 1-й степени ордена «За заслуги перед Федеративной Республикой Германия» (1956).